# Alseno
Alseno är en ort och kommun i provinsen Piacenza i regionen Emilia-Romagna i Italien. Kommunen hade 4 696 invånare (2018).